# Jens Keller
Jens Keller (født 24. november 1970 i Stuttgart, Vesttyskland) er en tidligere tysk fodboldspiller og nuværende træner.